# سيكويا كابيتال
سيكويا كابيتال ( بالإنجليزية: Sequoia Capital) هي شركة أمريكية رأس مالية استثمارية، يقع مقرها الرئيسي في مينلو بارك ، كاليفورنيا. تم تأسيسها من قبل دون فالنتين في عام 1972.
وهي علامة تجارية شاملة لثلاثة كيانات استثمارية مختلفة: يركز أحدها على الولايات المتحدة وأوروبا، والآخر على الهند وجنوب شرق آسيا، والثالث على الصين.
تشمل الاستثمارات الناجحة البارزة في الشركة هي: أبل وسيسكو وجوجل وإنستغرام ولينكد إن وباي بال وريديت وتمبلر وواتساب وزووم.

## تاريخ
تأسست الشركة على يد دون فالنتين في عام 1972 في مينلو بارك، كاليفورنيا في الوقت الذي كانت فيه صناعة رأس المال الاستثماري في الولاية قد بدأت للتو في التطور.
شكلت سيكويا أول صندوق لرأس المال الاستثماري في عام 1974، وكانت من أوائل المستثمرين في أتاري في العام التالي. في عام 1978 ، أصبحت سيكويا من أوائل المستثمرين في شركة آبل. تولى الشركاء دوغ ليون ومايكل موريتز قيادة الشركة في عام 1996.
في عام 1999، أنشأت سيكويا صندوقًا استثماريًا مخصصًا للشركات الناشئة الإسرائيلية. في عام 2005، تم تأسيس سيكويا كابيتال تشاينا، وتبعها لاحقًا سيكويا كابيتال إنديا.

## روابط خارجية
- موقع ويب سيكويا كابيتال